# 友田 (北九州市)
友田（ともだ）は福岡県北九州市八幡西区の地名。友田一丁目から三丁目の町がある。住居表示実施済み。郵便番号は807-0828。

## 地理
八幡西区の北部西側に位置し、北に千代ケ崎，力丸町、東に貴船台，星和町，本城東、南に中須、西に光明，楠木と接する。

### 河川
- 一級河川 新々堀川

## 地域の特徴
町域の南縁に沿って新々堀川が東流し、少し離れて国道199号(旧道)が並行する。北縁の外側にはJR九州筑豊本線が走る。南北に長い町域で町域の中心から南北に向かって下る地形となっている。県営・市営の住宅団地の棟が立ち並ぶ住宅地。二丁目に県営住宅折尾東団地，市営住宅折尾東市場団地、三丁目に市営住宅折尾東団地，折尾東年長者いこいの家，ゆめマート 東折尾がある。

## 歴史
昭和48年に建築された県住宅公社折尾東団地・市営折尾東団地を中心に成立した町であり、それ以前は林であった。

### 地名の由来
大字本城の字、友田より。

### 沿革
- 1973年（昭和48年）6月1日 - 友田一丁目 - 三丁目新設[5]。
- 1974年（昭和49年）4月1日 - 八幡区が八幡西区と八幡東区に分かれ、八幡区友田一丁目 - 三丁目は八幡西区友田一丁目 - 三丁目となる[6]。

### 町名の変遷
| 実施内容          | 実施年月日               | 実施後     | 実施前                     |
| ----------------- | ------------------------ | ---------- | -------------------------- |
| 町名新設 住居表示 | 1973年（昭和48年）6月1日 | 友田一丁目 | 大字折尾，大字本城の各一部 |
| 町名新設 住居表示 | 1973年（昭和48年）6月1日 | 友田二丁目 | 大字折尾，大字本城の各一部 |
| 町名新設 住居表示 | 1973年（昭和48年）6月1日 | 友田三丁目 | 大字折尾の一部             |

## 世帯数と人口
2025年（令和7年）3月31日現在（北九州市発表）の世帯数と人口は以下の通りである。
| 町         | 世帯数    | 人口    |
| ---------- | --------- | ------- |
| 友田一丁目 | 408世帯   | 831人   |
| 友田二丁目 | 423世帯   | 636人   |
| 友田三丁目 | 678世帯   | 1,046人 |
| 計         | 1,509世帯 | 2,513人 |

### 人口の変遷
国勢調査による人口の推移。
| 1995年（平成7年）  | 4,550人 | [ 8 ]  |  |
| 2000年（平成12年） | 4,426人 | [ 9 ]  |  |
| 2005年（平成17年） | 4,181人 | [ 10 ] |  |
| 2010年（平成22年） | 3,704人 | [ 11 ] |  |
| 2015年（平成27年） | 3,298人 | [ 12 ] |  |
| 2020年（令和2年）  | 2,816人 | [ 13 ] |  |

### 世帯数の変遷
国勢調査による世帯数の推移。
| 1995年（平成7年）  | 1,721世帯 | [ 8 ]  |  |
| 2000年（平成12年） | 1,784世帯 | [ 9 ]  |  |
| 2005年（平成17年） | 1,778世帯 | [ 10 ] |  |
| 2010年（平成22年） | 1,697世帯 | [ 11 ] |  |
| 2015年（平成27年） | 1,628世帯 | [ 12 ] |  |
| 2020年（令和2年）  | 1,463世帯 | [ 13 ] |  |

## 学区
市立小・中学校に通う場合、学区は以下の通りとなる。
| 丁目       | 街区    | 小学校                 | 中学校               |
| ---------- | ------- | ---------------------- | -------------------- |
| 友田一丁目 | 全域    | 北九州市立折尾東小学校 | 北九州市立折尾中学校 |
| 友田二丁目 | 全域    | 北九州市立折尾東小学校 | 北九州市立折尾中学校 |
| 友田三丁目 | 5 - 9番 | 北九州市立折尾東小学校 | 北九州市立折尾中学校 |
| 友田三丁目 | 1 - 4番 | 北九州市立赤坂小学校   | 北九州市立折尾中学校 |

## 交通

### バス
域内のバス停と系統は以下のとおりである。
| 運行事業者 | 運行事業者   | 西鉄バス北九州 | 西鉄バス北九州 | 西鉄バス北九州 | 北九州市交通局 |
| 系統       | 系統         | 1              | 80             | 82             | 55             |
| 停留所     | 折尾中学校前 | ○              | ○              |                | ○              |
| 停留所     | 折尾東団地   |                | ○              |                | ○              |
| 停留所     | 友田二丁目   |                | ○              | ○              | ○              |

### 道路
- 国道199号(旧道)

## 施設

### 商業施設
- ゆめマート 東折尾

### 社会福祉施設
- 折尾東年長者いこいの家

### 公営住宅
- 県営住宅折尾東団地
- 市営住宅折尾東団地
- 市営住宅折尾東市場団地

### 公園
- 友田公園
- 友田北公園